# Sonic the Hedgehog
Sonic the Hedgehog je série videoher pro herní konzole značky SEGA, objevující se také na PC. Poprvé se objevuje ve stejnojmenné hře Sonic the Hedgehog roku 1991. Tehdy společnost SEGA potřebovala svého maskota, jako mělo například Nintendo postavu Maria. Cílem bylo dostat do hry postavu, která bude bezpohlavní, aby si jí mohli oblíbit všichni hráči, tak se zrodil Sonic.

## Postavy

### Ježek Sonic (Sonic the Hedgehog)
Samostatný článek o Sonicovi
Sonic je modrý ježek v červených botech. Jeho hlavní zbraní jsou bodliny, kterými útočí na nepřátele, když se stočí do klubíčka ostnů. Takto roztočit se umí i na místě a následně vyrazit vpřed vysokou rychlostí. Během her může získat dodatečné vlastnosti, jako vyšší zrychlení běhu, zrychlení na rychlost zvuku, dočasnou nesmrtelnost apod.

### Miles „Tails“ Prower
Miles, spíše znám jako Tails (Chvostík) je oranžová lištička, která Sonicovi od 2. dílu pomáhá v boji proti nepřátelům. Přezdívku získal díky netradičním 2 ocasům, které umí roztočit jako vrtuli a vzlétnout. Oproti Sonicovi nedokáže vyvinout takovou rychlost a vyskočí o něco méně.

### Ježura Knuckles (Knuckles the Echidna)
Knuckles je ježura, Sonicův rival i spolubojovník v jednom. Jeho rasta copy vypadají podobně jako Sonicovy bodliny, ale neslouží k útoku. Mezi jeho vlastnosti patří silné údery pěstmi a plachtění vzduchem.

### Dr. Ivo „Eggman“ Robotnik
Dr. Ivo Robotnik, spíše znám jako Dr. Eggman, je úhlavním nepřítelem Sonica. Je velmi obézní a jeho hlavní dominantou jsou smrtící stroje, které ovládá a snaží se s nimi zničit Sonica a ostatní. Od první hry přeměňoval (robotizoval) hodná zvířátka na roboty, které Sonic musel osvobodit. Na konci každé úrovně vyrazil proti Sonicovi s levitujícím strojem osazeným různými zbraněmi.

### Metal Sonic
Metal Sonic je robot, kterého sestrojil Dr. Ivo Robotnik za účelem zničení Sonica jeho vlastními zbraněmi. Poprvé se objevuje už ve hře Sonic CD jako Sonicův nepřítel. Oproti ostatním jeho robotům v něm není uvězněno žádné zvířátko.

## Prvky her

### Emeralds

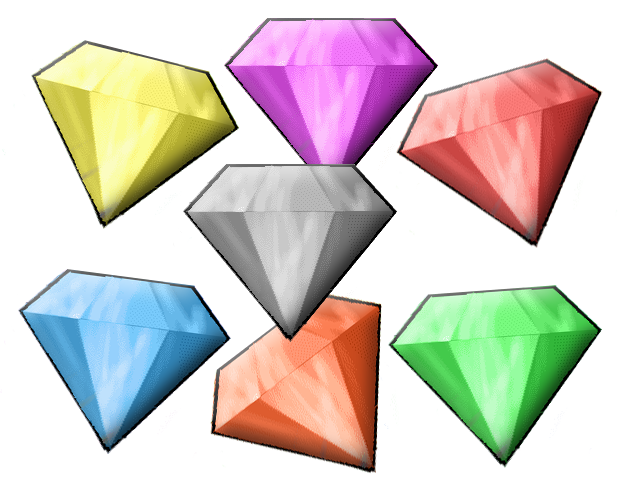
Emeraldy

Emeraldy chaosu nebo jednoduše Kameny Chaosu Sonic sbírá po skončení každé úrovně, pokud dosáhl potřebného počtu prstýnků. Pokud hráč nezíská všechny, na konci hry se objeví Dr. Robotnik s kameny a oznámením, aby to hráč zkusil znovu. Od druhého dílu se po sesbírání všech Emeraldů a držení alespoň 50 kroužků hlavní hrdina promění ve žlutého „Super Sonica“, v této formě je téměř nesmrtelný a získá obrovskou rychlost.

### Rings

rotující prstýnky

Rings nebo klasicky Prstýnky Sonic a jeho přátelé sbírají během úrovní. Pokud je Sonic zraněn od nějakého nepřítele, ztratí všechny prstýnky. Pokud je Sonic zraněn a nemá u sebe prstýnky, ztrácí jeden život a začíná úroveň zvonu, resp. od posledního záchytného bodu. Při překročení určitého počtu nasbíraných prstýnků získává jeden život. Pokud má u sebe určitý počet prstýnků při ukončení úrovně, má možnost účastnit se úrovně o jeden z Emeraldů.

## Hry série
První hry byly klasické plošinovky. Protože se vývojáři společnosti Sega chtěli maximálně vyhnout podobnosti her typu Super Mario Bros., Sonic, jako zbraň proti nepřátelům nepoužíval žádné kuličky, střelbu apod., ale vlastní bodliny, když se stočil do rotujícího klubíčka.
Později se objevil i v kombinované plošinovce s pinballem pod názvem Sonic's Spinball, kde hráč spíše ovládal vedlejší prvky, kterými posouval rotujícího Sonica dále ve hře.

### 8bitové systémy
- Sonic the Hedgehog
- Sonic the Hedgehog 2
- Sonic the Hedgehog Chaos

### 16bitové systémy
- Sonic the Hedgehog
- Sonic the Hedgehog 2
- Sonic the Hedgehog 3
- Sonic & Knuckles

### 32bitové systémy
- Sonic 3D: Flickies' Island (také jako Sonic 3D Blast)
- Sonic Jam
- Sonic R

### 6. generace herních konzolí
- Sonic Adventure
- Sonic Adventure 2
- Sonic Mega Collection
- Sonic Heroes
- Sonic Advance

### 7. generace herních konzolí
- Sonic the Hedgehog
- Sonic and the Secret Rings
- Sonic Unleashed
- Sonic and the Black Knight
- Sonic the Hedgehog 4